# Новий Кропивник (гміна)
Гміна Новий Кропивник — колишня (1934—1939 рр.) сільська ґміна Дрогобицького повіту Львівського вооєводства Польської республіки (1918—1939) рр. Центром ґміни було село Новий Кропивник.

1 серпня 1934 р. було створено ґміну Новий Кропивник в Дрогобицькому повіті. До неї увійшли сільські громади: Довге Підбузьке, Новий Кропивник, Старий Кропивник, Ластівка, Майдан, Рибник.

В 1934 р. територія ґміни становила 142,54 км².  Населення ґміни станом на 1931 рік становило 11691 осіб. Налічувалось 2330 житлових будинків. 

17 січня 1940 р. ґміна включена до Підбузького району.